# Nikołaj Rożanczuk
Nikołaj Michajłowicz Rożanczuk (ros. Николай Михайлович Рожанчук, ur. 1912 w guberni wołyńskiej, zm. 14 marca 1982) – radziecki i ukraiński polityk, przewodniczący Komitetu Wykonawczego Rady Obwodowej w Połtawie (1953–1955), członek Centralnej Komisji Rewizyjnej KPZR (1956–1961).

## Życiorys
Od 1928 sekretarz rady wiejskiej w okręgu wołyńskim, później przewodniczący komitetu biedoty wiejskiej w rejonie żytomierskim, zastępca przewodniczącego i przewodniczący rady wiejskiej w rejonie żytomierskim. Od 1932 w WKP(b), w latach 1933–1936 przewodniczący kołchozu w obwodzie kijowskim, 1936–1937 dyrektor stanicy maszynowo-traktorowej w Żytomierzu, 1937–1938 zarządca obwodowej kontroli w Żytomierzu, 1938–1939 przewodniczący komitetu wykonawczego rady miejskiej w Żytomierzu. W 1939 przewodniczący komitetu wykonawczego rady rejonowej w obwodzie żytomierskim, od 1939 do stycznia 1940 sekretarz Komitetu Organizacyjnego Prezydium Rady Najwyższej Ukraińskiej SRR na obwód żytomierski, od stycznia 1940 do 1941 I zastępca przewodniczącego, a 1943-1949 przewodniczący Komitetu Wykonawczego Rady Obwodowej w Żytomierzu. W latach 1949–1952 słuchacz Wyższej Szkoły Partyjnej przy KC KP(b)U, 1952–1953 I zastępca przewodniczącego, a od 1953 do lipca 1955 przewodniczący Komitetu Wykonawczego Połtawskiej Rady Obwodowej. Od 26 marca 1954 do 27 września 1961 członek KC KPU, od lipca 1955 do marca 1961 I sekretarz Komitetu Obwodowego KPU w Połtawie, w latach 1961–1964 pracownik gospodarki, następnie na emeryturze. Deputowany do Rady Najwyższej ZSRR 5 kadencji. Odznaczony trzema Orderami Lenina i Orderem Wojny Ojczyźnianej I klasy.